# Rampenrisicovermindering
Rampenrisicovermindering, ook wel rampenpreventie door risicobeperking, is een systematische benadering voor het identificeren, beoordelen en verminderen van de risico's van rampen. Het doel hiervan is de sociaal-economische kwetsbaarheid voor rampen te verminderen en maatregelen voor te bereiden om de oorzaken ervan aan te pakken. 
Rampenrisicovermindering, waarover sedert de jaren 1970 ruim wordt gepubliceerd, is qua aanpak veel breder dan rampenbestrijding en hoort thuis in zowat elke sector van ontwikkelingswerk of humanitaire hulp.
Vanwege het toegenomen risico op klimaatrampen overal ter wereld, als gevolg van de opwarming van de Aarde, trad het concept van rampenrisicovermindering in de 21e eeuw uit de sfeer van hulpverlening aan de armste landen, en werd het een essentieel onderdeel van de klimaatadaptatie. Ook het Europees Milieuagentschap besteedt in zijn rapporten meer en meer aandacht aan het verband tussen klimaatverandering en de preventie van rampen. 
Prof. Jem Bendell pleitte in Replacing Sustainable Development zelfs voor het vervangen van de - volgens hem paradoxale - duurzameontwikkelingsdoelstellingen (SDG’s) door een nieuw referentiekader, gebaseerd op rampenrisicovermindering. 

## United Nations Office for Disaster Risk Reduction
Binnen het Secretariaat van de Verenigde Naties werd in december 1999 het United Nations Office for Disaster Risk Reduction (UNDRR) opgericht, in het kader van de Internationale Strategie voor Rampenrisicovermindering (VN-resolutie 54/219 van 3 februari 2000).
Het UNDRR, voorheen gekend als UNISDR, werkt aan de uitvoering en herziening van het Sendai Framework for Disaster Risk Reduction, een vijftienjarig (2015-2030) internationaal programma voor risicoreductie bij rampen, goedgekeurd op de Wereldconferentie van Sendai, Japan in 2015. Eerdere wereldconferenties waren gehouden in 1994 in Yokohama, en in 2015 in Kobe, Japan, waar het Hyogo Framework for Action (2005-2015) werd goedgekeurd.

## Internationale conferenties en onderzoek
- de International Emergency Management Society (TIEMS): jaarlijkse conferentie
- International Disaster and Risk Conferences (IDRC) in Davos, Zwitserland: tweejaarlijkse conferentie (sedert 2006).
- Disaster Research Center: internationale database en onderzoek van rampen.